# 千早正隆
千早 正隆（ちはや まさたか、1910年（明治43年）4月23日 - 2005年（平成17年）2月8日）は、日本の海軍軍人、戦史作家。最終階級は海軍中佐。

## 経歴
台湾で台湾総督府官吏である父・千早清次郎の長男として生まれる。千早猛彦海軍大佐は弟。台北一中を経て1930年（昭和5年）11月、海軍兵学校を卒業（第58期）。席次は113名中8番。同期生に江草隆繁、村田重治、関衛らがいる。遠洋航海（地中海方面）から帰国後は、夕張、長月乗組みを経て練習艦隊所属の浅間通信士となり、少尉候補生の指導にあたる。その後、第二艦隊旗艦・鳥海の甲板士官、朝風砲術長を経て、1936年（昭和11年）12月、海軍砲術学校高等科学生を拝命。しかし、盧溝橋事件の発生に伴い繰上げ卒業する。第二連合航空隊司令部附となり、防空を担当した。
鬼怒分隊長、朝雲艤装員の後、1938年（昭和13年）6月、砲術学校専攻科学生となり対空射撃を専攻。卒業後、戦艦扶桑及び重巡洋艦筑摩分隊長。次いで連合艦隊旗艦である戦艦長門の高角砲及び機銃分隊長に着任する。千早によれば、航空機に対する防空の難しさに衝撃を受け、『艦隊の防空に関する研究』を発表して海軍省の年度最優秀作品に選ばれたが、軍極秘として配布されたのはミッドウェイ海戦の後であったという。

### 太平洋戦争
1941年（昭和16年）9月、佐世保鎮守府附となる。これは、建造中の戦艦武蔵の艤装員（高射長予定者）として配置されたものだった。千早によれば、このとき副砲の防御に欠陥があることを発見したが、この問題は根本的には解決されずに終わったという。12月、太平洋戦争が開戦。
1942年（昭和17年）10月10日、第十一戦隊参謀となる。戦艦比叡に乗組し、第三次ソロモン海戦に参加して負傷する。内地に帰還し治療後、1943年（昭和18年）7月に海軍大学校甲種学生（39期）を拝命したが、戦局の悪化により通常2年の課程が8ヶ月で切り上げられ卒業、最後の甲種学生の1人となった。卒業後は第四南遣艦隊作戦参謀に着任。1945年（昭和20年）2月、連合艦隊作戦乙参謀に着任した。4月、海軍総隊参謀を兼任する。

### 戦後
1945年8月、ポツダム宣言の受諾を受け、千早も敗戦の責任を取るため自決を考えていたという。だが、小沢治三郎中将の「自決を許さない。オレも自決しない」との言葉で思いとどまったという。その後、人事局局員となった。のち、海軍省史実調査部に転任する。千早によれば、ポツダム進級が将官に及ぶことに異を唱えての転任だったという。GHQ戦史室調査員となり、戦史研究者ゴードン・ウィリアム・プランゲに協力して関係者の聴取、資料の収集にあたり、宇垣纏の戦時日誌『戦藻録』の英訳も行う。公職追放を経て、追放解除後の1951年（昭和26年）、東京ニュース通信社に入社し常務取締役を経て同社の顧問を務めた。
千早はまた、戦後は戦史に関する著作活動を多く行なった。千早の最初の単著は阿波丸事件の他にマリアナ海戦・「咸臨丸航海」ほか戦記著作全8篇である。「咸臨丸航海」ではジョン・ブルックの航海日誌を基に、それまでの勝海舟及び日本人乗員が成し遂げたとする太平洋横断にアメリカ人乗員の助力があったことを初めて明らかにした。1960年代に、東京12チャンネル（テレビ東京）制作のドキュメント番組（司会三國一朗）『私の昭和史　「海峡に消えた緑十字船」』に、下田勘太郎・福留繁と出演している。『高松宮日記』の編纂を行っていた大井篤の死後、千早もその編纂に携わった。海軍乙事件で行方が曖昧になっていた「Z作戦関係書類」がアメリカ軍に押収されていたこと、また第二艦隊の沖縄突入作戦が片道燃料ではなかったことを調査して出版するなど、戦後は日本海軍に批判的な評価も行っている千早であるが「調べれば調べるほど駄目な海軍ではあるが、入隊時のあこがれた海軍を忘れることができずにいる、自分も今でも海軍士官であると思っている」と語っている。

## 著作

### 著書
- 『呪われた阿波丸　海戦秘話』 文藝春秋新社　1961
- 『帝国連合艦隊　日本海軍100年史　写真図説』 講談社（編著）　1969/ 新版1983
- 『連合艦隊始末記』 出版協同社 1980 
  - 『連合艦隊興亡記』 中公文庫 上下 1996
- 『日本海軍の戦略発想』 プレジデント社 1982　新版1991・2008 / 中公文庫 1995
- 『日本海軍の驕り症候群』 プレジデント社 1990 / 中公文庫 上下 1997
- 『海軍経営者 山本権兵衛』 プレジデント社 1986 新版 2009
- 『日本海軍の驕りの始まり　元連合艦隊参謀の語る昭和海軍』 並木書房 1989
  - 『元連合艦隊参謀が語る 日本海軍失敗の本質』  PHP文庫、2008
- 『ミッドウェーの決断』 プレジデント社 1985、共著
- 『日本海軍の功罪　五人の佐官が語る歴史の教訓』 プレジデント社 1994、共著

### 翻訳
- ゴードン・プランゲ 『トラトラトラ　真珠湾奇襲秘話』 日本リーダーズダイジェスト社、1966、普及版1969
  - 『トラトラトラ　太平洋戦争はこうして始まった』 並木書房、1991、新版2001
- ジョン・トーランド 『米軍敗走の180日　真珠湾からミッドウェーまで』、高田収蔵と共訳、日本リーダーズダイジェスト社 全2巻、1972
- ピーター・ヤング編 『第2次大戦事典① 日誌・年表』、加登川幸太郎監修、原書房、1984。全2巻（②は兵器・人名）
- ゴードン・プランゲ 『ゾルゲ・東京を狙え』 原書房 全2巻、1984、新版2005
- ゴードン・プランゲ 『ミッドウェーの奇跡』 原書房 全2巻、1985、新版2005
- ジョン・トーランド 『勝利なき戦い 朝鮮戦争』 光人社 全2巻、1997
- 『パール・ハーバー　フォト・ドキュメント』 訳・解説：著者は3名の戦史学者、光人社、1991、新版2001